# Ahvaz
Ahvāz (in persiano اهواز‎, in arabo ألأهواز‎?, al-Ahwāz) è la città di 1 350 000 abitanti dell'Iran sud-occidentale, capoluogo della provincia del Khūzestān.
Centro di una vasta area metropolitana che, insieme alla vicina Sheyban, conta oltre 1,1 milioni di abitanti, sorge sul fiume Karun ed è una città multiculturale e industriale, attiva nei settori siderurgico, tessile e petrolifero. La Società Siderurgica del Khuzestan, il secondo produttore di acciaio grezzo in Iran, ha sede nella città. La popolazione è in prevalenza di etnia e lingua arabe, in contrasto con l'etnia e lingua persiane dominanti in Iran.

## Geografia
La città sorge lungo le rive del fiume Karun, che in corrispondenza della città diviene navigabile, non lontano dal confine con l'Iraq.

## Sport

### Calcio
In città hanno sede varie squadre di calcio: il Foolad Khuzestan, vincitore di 2 campionati iraniani, di una Coppa d'Iran e di una Supercoppa d'Iran, l'Esteghlal Khuzestan, vincitore di un campionato iraniano, e l'Esteghlal Ahvaz.